# Rose (Street Fighter)
Rose (ローズ?, Rōzu) è un personaggio immaginario creato dalla Capcom. Appare per la prima volta in Street Fighter Alpha come personaggio giocabile. Rose pratica chiromanzia in Italia, a Genova, dove ha fondato una casa divinatoria all'interno del Palazzo Mistero (tuttavia nel capitolo Street Fighter Alpha: Warriors' Dreams è possibile vederla giocare nel Colosseo, a Roma). Secondo il fumetto della UDON ispirato a Street Fighter, Rose guarì Cammy e riuscì a cambiare la sua mente, non facendola più essere una Doll di M. Bison.
Un giorno, provando una sensazione sgradevole, avverte l'imminenza del Giorno del Fato. Scopre che l'origine del male è proprio Bison. Una volta scontratisi, entrambi sfoderano le loro potenzialità: Rose sfrutta i suoi Poteri Anima, Bison il suo Psycho Power.

## Biografia
Rose, levatasi da terra, non ricorda niente del passato: ella altri non è che l'incarnazione del bene di M.Bison, totalmente privo di bontà d'animo.
Bison, avido di potere, desiderava divenire un dio in terra sfruttando la sua Psycho Power ma, siccome questa potenza era alimentata dal suo male, decise di rimuovere il bene presente in sé grazie a nuove tecnologie; rimossolo con l'ausilio dei suoi scienziati, la purezza d'animo si plasmò in Rose, accumulando anche i Poteri Anima che Bison aveva ceduto.
In Street Fighter Alpha: Warriors' Dreams, primo capitolo della serie Alpha di Street Fighter, Rose viaggia nel mondo alla ricerca di Bison. Scovatolo, riesce a sconfiggerlo, certa della sua disfatta totale.
I poteri di Bison sono comunque molto superiori di quanto Rose potesse concepire e, tempo dopo, si rimostra vivo e più poderoso di prima. I tarocchi incantati avvertono Rose della minaccia incombente.
In Street Fighter Alpha 3, durante l'ennesima disputa contro Bison, viene colpita allo stomaco da un possente pugno, che le rimuove l'essenza.
Poco prima che Rose svenga, Bison le rivela che lei e lui condividono la stessa anima e lo stesso sangue. In seguito, Guy trova Rose accasciata a terra, dunque la salva. Una volta che Bison viene ucciso da Charlie, sacrificatosi, la sua coscienza entra nel corpo di Rose.
Nell'intermezzo della serie Alpha e Street Fighter II: The World Warrior, l'essenza di Bison rimane nel corpo di Rose, mentre i suoi scienziati sono intenti nella costruzione di un nuovo corpo per Bison.
Durante la permanenza nel corpo di Rose, Bison continua a gestire le operazioni illegali della Shadaloo, mantenendo il suo ben noto look da dittatore su un corpo da donna.
Una volta costruito il corpo, Bison vi entra e il corpo di Rose rimane senza anima; non si sa quale sia stato il suo destino.

## Caratteristiche
Rose si presenta come una donna alta e snella con lunghi capelli, legati in una coda di cavallo e occhi tendenti al violaceo. Il suo vestito consiste in un bell'abito rosa con bottoni d'oro, scarpe con tacchi alti ed un foulard giallo. Durante le sue animazioni nei giochi, i capelli di Rose si agitano come se mossi dal vento anche senza quest'ultimo.
In una delle pose di vittoria di Rose, per l'esattezza quella visibile soltanto se si vince con un Perfect, Rose lancia in aria un telone che la copre e, una volta resa di nuovo visibile, indossa una veste da chiromante.
Nei fumetti di Street Fighter della UDON, Rose indossa questa veste molto spesso quando non ha incontri importanti oppure non deve combattere.
Benché non sia molto forte fisicamente, grazie ai Poteri Anima, Rose sfrutta caratteristiche sovrumane, tra cui emergono la possibilità di usufruire del foulard come "Frusta Magica", oppure usarlo per avvolgere il braccio che, una volta avvolto, darà al foulard un'aura rovente che danneggerà il nemico.

## Altri media

### Street Fighter
Rose appare in un episodio della serie animata Street Fighter andata in onda per la televisione americana, nell'episodio intitolato "The Medium is the Message": compare come sfidante degli Street Fighters durante un torneo in India.
Ha un ruolo più importante nella seconda stagione, nell'episodio intitolato "The Flame and the Rose", dove si unisce a Ken e Blanka per combattere contro il malvagio generale della Shadowlaw, M. Bison.
Rose appare anche nell'adattamento Manga di Street Fighter Alpha di Masahiko Nakahira, dove si rivela come una indovina, insegnante di Ryu al controllo dell'Hadou Oscuro.
Nell'Oav Street Fighter Alpha:The Movie ricopre un ruolo simile. 
Rose appare come personaggio giocabile in Street Fighter Alpha, in Street Fighter Alpha 2, in Street Fighter Alpha 3, in Street Fighter IV e in Street Fighter V.

### UDON Comics

#### Volume 1
Nel fumetto numero uno di Street Fighter prodotto dalla UDON, in collaborazione con la Capcom, la storia di Rose è differente da quella originale del videogioco: Rose è una discendente di una tribù rom chiamata Gypsies che aveva come Maestra una donna dai capelli bianchi e con un lampo disegnato sulla fronte, dalla capigliatura simile a quella di Rose.
Quando Rose era una bambina di circa 10 anni, Bison, che era uno studente di questa Maestra, ritornò nella tribù e dichiarò di volere la morte della sua ex Maestra; questo perché i suoi Poteri Anima erano un pericolo per i suoi piani.
Benché la Maestra avesse combattuto e resistito bene, la Psycho Power di Bison fece sì che venisse uccisa grazie alle tecniche micidiali di cui Bison usufruiva; per di più, Bison uccise tutti gli allievi presenti.
Solo un uomo che stava tagliando legna si salvò e, una volta tornato al villaggio, trovò Rose priva di sensi e con il lampo della Maestra disegnato sulla fronte.

#### Volume 2
Nel secondo volume, Cammy è alla ricerca di Ryu e Ken a San Francisco, dove Rose riesce ad intercettarne le anime. In seguito, grazie ai suoi Poteri Anima, Rose purifica la mente di Cammy dalla Psycho Power di M. Bison, rimuovendone il controllo mentale.
Rose, teletrasportandosi assieme a Cammy, la lascia su una panchina vicino all'ambasciata Inglese in Italia, dove in seguito sarà arruolata nella Delta Red, un gruppo antiterroristico segreto britannico.
Purtroppo tutto ciò sarà inutile, perché in seguito Bison riuscirà a ricontrollare Cammy e a rifarne la sua assassina personale.

### Namco x Capcom
Proprio come Lilith da Darkstalkers, Rose viene introdotta come un nemico dei protagonisti. Dice di essere una serva della Valchiria Oscura, benché Ryu sapesse che Rose fosse già morta ed era buona in vita.
Silenziosa, cerca sempre di annientare i protagonisti con il supporto del già morto Armor King e Judas. Le anime di questi tre personaggi verranno in seguito purificate grazie al potere del Seme Dorato, usato dalla Valchiria Splendente.
Dopo il rito di purificazione, Rose ed i suoi compagni scompaiono per un lasso di tempo.
In seguito, ritorna come personaggio giocabile. Con la sua essenza purificata, Rose rivela che a seguito della sua morte, la Valchiria Oscura l'ha resuscitata per farne una sua sottoposta.
Rose fu usata per attaccare Bison ma, essendo quest'ultimo molto più forte, non era riuscita a sconfiggerne la Psycho Power. Durante l'uso della Psycho Power, Bison è praticamente invincibile, ma una volta che Ryu riprende i sensi dal duello precedente, caricandosi del "Killer Hadou", e grazie alla sua tecnica "Shin Shou Ryu Ken", rende Bison vulnerabile agli attacchi.
Finito il gioco, Rose riposerà in pace nel Regno degli Spiriti assieme ad Armor King.

## Doppiatori
Sono stati tre seiyuu a prestare la voce a Rose: Ai Orikasa nell'anime OAV; Yūko Miyamura e Michiko Neya nei videogiochi.